# Jenna Johnson
Jenna Johnson (Estados Unidos, 11 de septiembre de 1967) es una nadadora estadounidense retirada especializada en pruebas de estilo libre y estilo mariposa, donde consiguió ser subcampeona olímpica en 1984 en los 100 metros.

## Carrera deportiva
En los Juegos Olímpicos de Los Ángeles 1984 ganó la medalla de plata en los 100 metros estilo mariposa, con un tiempo de 1:00.19 segundos, tras su compatriota Mary T. Meagher y por delante de la alemana Karin Seick; en cuanto a las pruebas por equipo ganó dos medallas de oro: en relevos 4 x 100 metros libre —con un tiempo de 3:43.43 segundos por delante de Países Bajos y Alemania Occidental— y en 4 x 100 metros estilos, por delante de Alemania Occidental y Canadá.